# Spasalus aquinoi
Spasalus aquinoi là một loài bọ cánh cứng trong họ Passalidae. Loài này được Fonseca miêu tả khoa học năm 1990.